# Paraleptophlebia georgiana
Paraleptophlebia georgiana är en dagsländeart som beskrevs av Jay R. Traver 1934. Paraleptophlebia georgiana ingår i släktet Paraleptophlebia och familjen starrdagsländor. Inga underarter finns listade i Catalogue of Life.